# 庭瀬藩

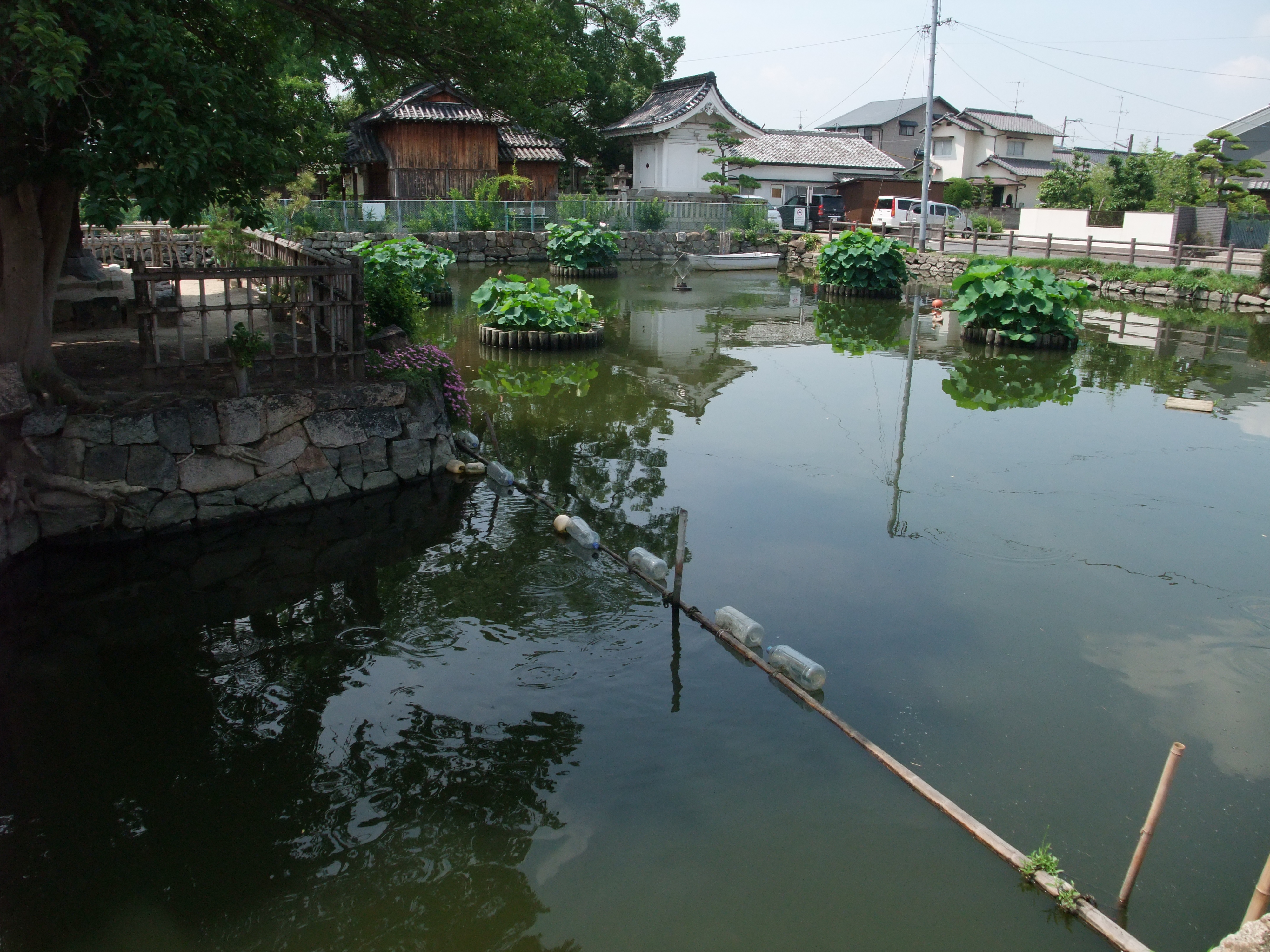
庭瀬陣屋跡（石垣と堀）

庭瀬藩（にわせはん）は、備中国賀陽郡庭瀬村（岡山県岡山市北区庭瀬）に藩庁（庭瀬陣屋）を構えた藩である。庭瀬陣屋は旧庭瀬城二の丸を使用して築かれた。

## 藩史
慶長5年（1600年）、関ヶ原の戦いで西軍主力となった宇喜多秀家の家臣であった戸川達安は、宇喜多家の内紛により東軍方についた。その功により、達安は2万9200石を領し立藩、庭瀬城を居所とした。続く2代から4代の藩主はそれぞれの兄弟に領地を分与したため、4代安風の代には2万石となった。延宝7年（1679年）に無嗣断絶し、庭瀬は一時幕府領となった。
4年後の天和3年（1683年）、下総国関宿藩より久世重之が5万石で入部し、再び庭瀬に陣屋を構えた。貞享3年（1686年）、重之は丹波国亀山藩に移封となった。
7年の後、元禄6年（1693年）に大和国興留藩より松平信通が3万石で入部したが、元禄10年（1697年）に信通は出羽国上山藩に移封となった。
元禄12年（1699年）、上総国高滝藩より板倉重高が2万石で入部し、廃藩置県まで板倉氏が11代172年間在封した。江戸後期の文政元年（1818年）、7代勝資は藩校誠意館を開いている。
明治4年（1871年）、廃藩置県により庭瀬県となった。後、深津県・小田県を経て岡山県に編入された。板倉家は明治17年（1884年）の華族令により子爵となった。
内閣総理大臣となり五・一五事件で凶弾に倒れた犬養毅は、庭瀬藩領地の出身である。

## 歴代藩主

### 戸川家
外様 2万9千石→2万2500石→2万1千石→2万石 （1600年 - 1679年）　
1. 達安
2. 正安 分知により2万2500石
3. 安宣 分知により2万1千石
4. 安風 分知により2万石

### 久世家
譜代 5万石 （1683年 - 1686年）
1. 重之

### 松平〔藤井〕家
譜代 3万石 （1693年 - 1697年）
1. 信通

### 板倉家
譜代 2万石 （1699年 - 1871年）
1. 重高
2. 昌信
3. 勝興
4. 勝志
5. 勝喜
6. 勝氐
7. 勝資
8. 勝貞
9. 勝成
10. 勝全
11. 勝弘

## 幕末の領地
- 備中国
  - 都宇郡のうち - 1村
  - 小田郡のうち - 20村
  - 賀陽郡のうち - 10村